# Beguni
Un beguni (bengali : বেগুনী) est une collation du Bengale faite avec des aubergines en tranches frites dans de l'huile. Le beguni est similaire aux beignets d'aubergine européens.
Ce mets est préparé en revêtant l'aubergine avec de la pâte de besan (farine de pois chiche), du sel et du curcuma puis en faisant frire les morceaux dans l'huile de moutarde. L'aubergine est généralement coupée longitudinalement (bengali : বেগুন, begun). Parfois, une petite quantité de graines de pavot est ajoutée à la pâte. Certaines personnes préfèrent l'ajout d'une petite quantité de levure à la pâte pour la rendre plus croustillante.
Ce mets est couramment consommé avec du riz soufflé et est un aliment de rue extrêmement populaire dans les villes. Il est normalement une collation en soirée dans les ménages bengalis et est un élément très commun de l'iftar au Bangladesh, au cours du mois de ramadan du calendrier islamique.
Le beguni est également un élément par excellence de la cuisine bengali en période de mousson, où il est consommé avec une préparation de riz et de lentilles appelée khichuri. Il est également servi comme collation avec du thé.